# Thomas Little
Thomas Little né le 27 août 1886 à Ogden (Utah ), et mort le 5 mars 1985 à Santa Monica (Californie), est un chef décorateur américain qui a travaillé sur plus de 450 films entre 1932 et 1953. Il a gagné un total de 6 oscars pour la meilleure direction artistique et a été nommé 21 fois dans cette catégorie. Il est notamment crédité pour les films Les Clés du royaume, Le Jour où la Terre s'arrêta mais aussi L'aventure de Madame Muir et Les Neiges du Kilimandjaro

## Filmographie partielle
- 1936 : Dortoir de jeunes filles (Girls Dormitory) d'Irving Cummings
- 1936 : Le Médecin de campagne (The Country Doctor) de Henry King
- 1936 : White Hunter d'Irving Cummings
- 1938 : La Baronne et son valet (The Baroness and the Butler) de Walter Lang
- 1938 : Hôtel à vendre (Little Miss Broadway), d'Irving Cummings
- 1938 : Monsieur Moto sur le ring (Mr. Moto's Gamble) de James Tinling
- 1938 : Trois Souris aveugles (Three Blind Mice) de William A. Seiter
- 1938 : Sharpshooters de James Tinling
- 1939 : Boy Friend de James Tinling
- 1940 : La Rançon de la gloire (Star Dust) de Walter Lang
- 1940 : Poings de fer, cœur d'or (Sailor's Lady) d'Allan Dwan
- 1940 : The Great Profile de Walter Lang
- 1940 : Les Révoltés du Clermont (Little Old New York) de Henry King
- 1940 : Adieu Broadway (Tin Pan Alley) de Walter Lang
- 1941 : Riders of the Purple Sage de James Tinling
- 1942 : Ivresse de printemps (Springtime in the Rockies) de Irving Cummings
- 1942 : Sundown Jim de James Tinling
- 1942 : Girl Trouble de Harold D. Schuster
- 1942 : Le Témoin disparu (Just Off Broadway) de Herbert I. Leeds
- 1944 : Tampico, de Lothar Mendes
- 1944 : Le Président Wilson (Wilson) d'Henry King
- 1945 : Junior Miss de George Seaton
- 1945 : Broadway en folie (Diamond Horseshoe), de George Seaton
- 1946 : Maman déteste la police (Home Sweet Homicide) de Lloyd Bacon
- 1946 : Wake Up and Dream de Lloyd Bacon
- 1947 : Embrassons-nous (I Wonder Who's Kissing Her Now) de Lloyd Bacon
- 1948 : Choisie entre toutes (You Were Meant for Me) de Lloyd Bacon
- 1948 : Broadway mon amour (Give My Regards to Broadway) de Lloyd Bacon
- 1949 : Les Sœurs casse-cou (Come to the Stable) de Henry Koster
- 1949 : You're My Everything, de Walter Lang
- 1950 : Stella de Claude Binyon
- 1951 : Aventure à Tokyo (Call Me Mister) de Lloyd Bacon
- 1951 : Madame sort à minuit (Half Angel) de Richard Sale
- 1952 : La Parade de la gloire (Stars and Stripes Forever) de Henry Koster
- 1952 : Seules les femmes savent mentir (My Wife's Best Friend) de Richard Sale
- 1953 : La Folle Aventure (The I Don't Care Girl) de Lloyd Bacon

## Distinctions
Oscar de la meilleure direction artistique
- 1941 (Noir et blanc) : Richard Day, Nathan Juran, Thomas Little - Qu'elle était verte ma vallée
- 1942 (Noir et blanc) : Richard Day, Joseph Wright, Thomas Little - Âmes rebelles
- 1942 (Couleur) : Richard Day, Joseph Wright, Thomas Little - Mon amie Sally
- 1943 (Noir et blanc) : James Basevi, William S. Darling, Thomas Little - Le Chant de Bernadette
- 1944 (Couleur) : Wiard Ihnen, Thomas Little - Le Président Wilson
- 1946 (Noir et blanc) : William S. Darling, Lyle Wheeler, Thomas Little, Frank E. Hughes - Anna et le Roi de Siam

## Crédit d'auteurs
- (en) Cet article est partiellement ou en totalité issu de l’article de Wikipédia en anglais intitulé « Thomas Little » (voir la liste des auteurs).